# Каменный остров (Рубинштейн)
«Ка́менный о́стров» (в оригинале латиницей: Kamennoi-ostrow), соч. 10 — «альбом из 24 портретов» (фр. Album de 24 portraits), музыкальное сочинение Антона Григорьевича Рубинштейна для фортепиано, написанное приблизительно в 1853—1854 и опубликованное в 1855 году. Представляет собой серию портретов женщин-членов императорской фамилии и придворных дам. Из них в репертуаре остался № 22, посвящённый певице, на которой он собирался жениться.

## История создания и исполнения
Название альбома отсылает к Каменному острову в Петербурге, где находилась летняя резиденция Великой Княгини Елены Павловны, вдовы Михаила Павловича. При её дворе Рубинштейн служил около двух лет пианистом и устроителем концертов.
«Каменный остров» был издан Шоттом в Майнце в 1855 году. При жизни Рубинштейна он мало исполнялся, интерес к альбому стал появляться только в XXI веке. Он был переиздан в 2006—2008 в Петербурге. В Москве впервые исполнен в 2010 году. Целиком исполняется пианисткой Юлией Стадлер.

## Содержание альбома
Издание Шотта продавалось либо целиком, либо тремя тетрадями, либо отдельными пьесами. Первые девять пьес подписаны только инициалами, оставшиеся пятнадцать — полными именами. Это объясняется тем, что первые пьесы изображают членов императорской фамилии. Стилистически многие пьесы напоминают сочинения популярных тогда европейских композиторов: Мендельсона, Шумана, Геллера, Гиллера, Раффа, Мошелеса, Фильда, Калькбреннера и т. д.
1. Allegro — Meno mosso — Tempo I. A.F.[5] — Александра Федоровна (жена Николая I)
2. Moderato. M.A. — Мария Александровна (жена Александра II)
3. Allegro. H.P. — Елена Павловна (жена Михаила Павловича, брата Николая I)
4. Allegro capriccioso. M.N. — Мария Николаевна (дочь Николая I)
5. Andante con moto. O.N. — Ольга Николаевна (дочь Николая I)
6. Allegretto con moto. A.I. — Александра Иосифовна (жена Константина Николаевича, сына Николая I)
7. Moderato — Più mosso — Tempo I. C.M. — Екатерина Михайловна (дочь Михаила Павловича и Елены Павловны)
8. Moderato. P. — Фредерика, то есть Александра Петровна (жена Николая Николаевича, сына Николая I)
9. Allegro capriccioso. S. — Цецилия, то есть Ольга Фёдоровна (жена Михаила Николаевича, сына Николая I)
10. Moderato con moto. Madame de Apraxin — Софья Петровна Апраксина, урожд. Толстая
11. Allegretto — L’istesso tempo — a tempo. Mademoiselle Edith de Rahden — Эдита Фёдоровна Раден
12. Moderato con moto — Allegro — Tempo I. Mademoiselle Elise de Euler — Елизавета Петровна Эйлер
13. Moderato — Più mosso — Tranquillo. Madame Lydie de Chrustzeff — Лидия Харлампиевна Хрущева, урожд. Жеребцова
14. Allegro non troppo. Mademoiselle Héléne de Strandman — Елена Карловна Штрандман
15. Allegretto. Mademoiselle Héléne de Staal — Елена Егоровна Стааль
16. Allegro moderato. Madomoiselle Bertha de Preen — Берта Прен
17. Allegro appassionato — L’istesso tempo — Tempo I. Madame Baratinski — Мария Фёдоровна Барятинская
18. Allegro. Madame de Helmersen — госпожа Гельмерсен (следила за фрейлинами)
19. Agitato. Mademoiselle la comtesse Antoinette de Bloudoff — графиня Антонина Дмитриевна Блудова
20. Allegretto con moto. Madame Marie de Weymarn — Мария Логгиновна Веймарн, урожд. Зедделер
21. Allegretto con moto. Madame Lucie de Naryshkin — Люция Карловна Нарышкина (старшая сестра Елены Карловны Штрандман, см. № 14)
22. Moderato — Più mosso — Tempo I. Mademoiselle Anna de Friedebourg — Анна Фридбург (певица, возлюбленная Рубинштейна, впоследствии первая жена Теодора Лешетицкого)
23. Moderato. Mademoiselle Alexandrine Sokoloff — Александра Дормидонтовна Соколова, в замужестве Кочетова (певица)
24. Quasi presto. Mademoiselles Julie et Isabelle Grünberg — Юлия Львовна и Изабелла Львовна Грюнберг, в замужестве Тюрина и Ласкос

### Новейшая информация по идентификации музыкальных портретов из «Каменного острова»
Музыкальный исследователь, администратор сообщества Вконтакте «Антон Рубинштейн в VK» Дмитрий Грунин обратил внимание на ошибки и странности расшифровки инициалов и имён тех, кому Рубинштейн посвятил некоторые музыкальные портреты цикла (первоначальную расшифровку сделал композитор Владислав Соловьев). Дмитрий Грунин предложил следующие варианты расшифровки, основываясь на своих исследованиях:
8. Moderato. P. — Паулина Вюртембергская (младшая сестра Елены Павловны)
9. Allegro capriccioso. S. — София Нассауская (дочь Паулины Вюртембергской и племянница Елены Павловны)
10. Moderato con moto. Madame de Apraxin — Екатерина Владимировна Апраксина (ур. Голицына; статс-дама и гофмейстерина при дворе Елены Павловны)
17. Allegro appassionato — L’istesso tempo — Tempo I. Madame Baratinski — Анна Давыдовна Баратынская (ур. княжна Абамелик, поэт-переводчик, в прошлом фрейлина супруги Николая I, позднее входившая в круг общения Елены Павловны)

## Записи
- (зап. 1995) Джозеф Бановец — Naxos (Marco Polo) 8.223846 (1999), 8.223847 (2000)
- (зап. 2013) Юлия Стадлер — Мелодия